# Vaux (Alto Garona)
Vaux é uma comuna francesa na região administrativa da Occitânia, no departamento do Alto Garona. Estende-se por uma área de 10.41 km², com 298 habitantes, segundo o censo de 2018, com uma densidade de 29 hab/km².